# 奈縣
奈縣（英語：Nye County）是美国内华达州中南部的一個縣，南鄰加利福尼亚州。奈縣的面積為18,159平方英里（47,030平方），是內華達州面積最大的縣份，並且是美國面積第三大的縣。根據2020年美國人口普查，奈縣共有人口51,591人。奈縣的縣治為托諾帕。雖然奈縣的面積很大，但其人口卻不多，因此其人口密度少於每平方公里1人。另外，92%奈縣的土地都屬於聯邦政府。
奈縣是內華達州11個性交易合法的縣份的其中之一。

## 歷史
奈縣成立於1864年2月16日。其縣名是為了紀念内华达州州長、後任聯邦參議員的詹姆斯·沃倫·奈。奈縣的首個縣治為艾奧尼。1867年，縣治改為貝爾蒙特。最終，於1905年，奈縣的縣治才遷至現今的托諾帕。
奈縣於20世紀初開始了其第一次經濟爆發。當時奈縣開始迅速發展，全因附近的礦業興盛起來。當時，奈縣的人口達到10,000人。
數年後，奈縣的經濟因礦業衰落而下滑。於1910年，奈縣的人口下跌至7,500人，更於20世紀中期下跌至約3,000人，不到全盛期的1/3。於1990年代，帕伦普成為了拉斯維加斯的通勤鎮，因此重新帶動奈縣的經濟。
因為帕伦普的地位被大大提升，所以不少人都建議將縣治遷往帕伦普。但是，縣政府以至州政府均表示沒有此意願。
在1987年至1989年期間，牛蛙县曾經自奈縣獨立，而當時的牛蛙縣的人口為零。

## 地理
根據2000年人口普查，奈縣的面積為18,159平方英里（47,030平方），其中有18,147平方英里（47,000平方），即99.93%為陸地；12平方英里（31平方），即0.07%為水域。。

### 毗鄰縣
- 邱吉爾縣：西北方
- 蘭德縣：北方
- 尤里卡縣：北方
- 白松縣：東北方
- 林肯縣：東方
- 克拉克縣：東方
- 埃斯梅拉達縣：西方
- 米納勒爾縣：西方
- 加利福尼亚州 因約縣：南方

### 國家保護區
- 灰草甸國家野生動物保護區（英语：Ash Meadows National Wildlife Refuge）
- 死亡谷國家公園（部份）
- 洪堡-托伊亚比国家森林（部份）
- 春山國家休閒區（英语：Spring Mountains National Recreation Area）（部份）

## 人口
| 调查年              | 人口   | 备注 | %±     |
| ------------------- | ------ | ---- | ------ |
| 1870                | 1,087  |      | —      |
| 1880                | 1,875  |      | 72.5%  |
| 1890                | 1,290  |      | −31.2% |
| 1900                | 1,140  |      | −11.6% |
| 1910                | 7,513  |      | 559.0% |
| 1920                | 6,504  |      | −13.4% |
| 1930                | 3,989  |      | −38.7% |
| 1940                | 3,606  |      | −9.6%  |
| 1950                | 3,101  |      | −14.0% |
| 1960                | 4,374  |      | 41.1%  |
| 1970                | 5,599  |      | 28.0%  |
| 1980                | 9,048  |      | 61.6%  |
| 1990                | 17,781 |      | 96.5%  |
| 2000                | 32,485 |      | 82.7%  |
| 2010                | 43,946 |      | 35.3%  |
| [ 9 ] [ 10 ] [ 11 ] |        |      |        |

根據2000年人口普查，奈縣擁有32,485居民、13,309住戶和9,063家庭。。其人口密度為每平方英里2居民（每平方公里1居民）。奈縣擁有15,934間房屋单位，其密度為每平方英里1間（每平方公里0.87間）。奈縣的人口是由89.63%白人、1.18%黑人、1.96%印地安人、0.78%亞裔、0.32%太平洋岛民、2.98%其他種族和3.15%混血构成。而西班牙裔或拉丁美洲人佔了人口8.35%。
在13,309住户中，有26.40%擁有一個或以上的兒童（18歲以下）、56.30%為夫妻、7.40%為單親家庭、而有31.90%為非家庭。其中25.70%住户為獨居，10.30%為同居長者。平均每戶有2.42人，而平均每個家庭則有2.90人。在32,485居民中，有23.70%為18歲以下、5.40%為18至24歲、24.00%為25至44歲、28.50%為45至64歲以及18.40%為65歲以上。人口的年齡中位數為43歲，每100個女性就有105.10個男性。每100個成年女性（18歲以上）就有104.70個成年男性。
奈縣的住戶收入中位數為$36,024，而家庭收入中位數則為$41,642。男性的收入中位數為$37,276，而女性的收入中位數則為$22,394。奈縣的人均收入為$17,962。約7.30%家庭和10.70%人口在貧窮線以下。
與美國西部許多鄉村縣份相同，奈縣的自殺率相對高。根據疾病預防控制中心統計，奈縣每年的自殺率為每100,000個人有28.7561個人自殺。奈縣的自殺率在內華達州中排第三。比奈縣高的縣份為白松縣（34.3058）和萊昂縣（30.8917）。奈縣的自殺率比整個州的自殺率（22.96）高，且內華達州的自殺率已是美國之冠。可見其自殺率相當之高。